# Jack O'Halloran
Jack O'Halloran (8 de abril de 1943) es un actor y ex boxeador estadounidense. O'Halloran boxeó en 57 peleas profesionales (incluyendo las peleas contra los futuros campeones mundiales de pesos pesados George Foreman y Ken Norton), pero es más conocido por actuar en películas como Superman, Superman II, Dagon: Troll World Chronicles y Dragnet.

## Primeros años y boxeo
O'Halloran nació en Filadelfia, y fue criado por su madre, Mary, y su padrastro, Peter Paul Patrick O'Halloran; en su libro Family Legacy, afimar ser hijo ilegítimo del jefe de la mafia estadounidense Albert Anastasia. Vivió en Runnemede, Nueva Jersey. Peleando como el "irlandés" Jack O'Halloran de Boston, fue un contendiente peso pesado entre 1966 hasta 1974. O'Halloran de 1,98 metros estuvo invicto en sus primeras 16 peleas profesionales.
Durante su carrera de boxeo, O'Halloran derrotó a los antiguos campeones Cleveland Williams y Manuel Ramos. También derrotó a Danny McAlinden, quien ganó una medalla de bronce en los Juegos de la Mancomunidad de 1966 en Kingston, Jamaica y luego se convirtió en campeón de la Mancomunidad. Las derrotas de O'Halloran incluyen caídas frente Joe Roman (dos veces), Joe Bugner, Ron Lyle, y los futuros campeones mundiales de peso pesado George Foreman y Ken Norton.
En 1973, O'Halloran estuvo cerca de alcanzar un enfrentamiento contra Muhammad Ali cuando fue noqueado por Jimmy Summerville. Esto puso final a sus posibilidades de pelear contra Ali. Aunque O'Halloran llegó a derrotar luego a Summerville por K.O., con sólo tres victorias más y cinco derrotas no volvió a ser un contendor serio para el título de los pesos pesados. 
La Boxing Hall of Fame de California ha listado a O'Halloran como uno de sus miembros en el 2009.

## Carrera de actor
Retirado del boxeo en 1974 con un registro de 34-21-2 (17 por knockout),  O'Halloran empezó una carrera como actor. Primero obtuvo el papel del ex convicto Moose Malloy en la película de 1975 Adiós, muñeca, protagonizada por Robert Mitchum como el investigador privado Philip Marlowe.
Luego de Adios, muñeca, le ofrecieron otros roles, algunos de los cuales rechazó incluyendo el de Jaws en La espía que me amó que terminó siendo interpretado por Richard Kiel.

### Serie de películas deSuperman
El aceptó otros roles como esbirros duros que terminaron en el rol por el que es más conocido, Non, el amenazante pero silencioso miembro del trío de supervillanos kryptonianos enviados a la zona fantasma por Jor-El (Marlon Brando) en Superman (1978) y liberados inadvertidamente por Superman en Superman II (1980).
O'Halloran afirmó en una entrevista que su idea era hacer de Non un personaje infantil, con dificultades para acostumbrarse a sus nuevos poderes y haciendo sonidos en vez de voz. O'Halloran critió a Alexander e Ilya Salkind, los productores de las películas de Superman, por su mal manejo de la franquicia, ya que cree que despedir al director Donner fue un gran golpe a las series y la causa de su pérdida de calidad, un sentimiento que fue compartido por Gene Hackman, quien se negó a volver a interpretar a Lex Luthor en la tercera película, y por Margot Kidder que interpretró a Lois Lane.
En una entrevista con Starlog Magazine en el 2006, O'Halloran afirmó que él y Christopher Reeve no se llevaron bien durante la filmación de Superman II. En una ocasión, tenía a Reeve contra una pared, pero Richard Donner intervino y lo disuadió de pegarle. El luego discutió este incidente en el episodio 24.1 del podcast How Did This Get Made? A pesar de este enfrentamiento, O'Halloran afirmó que sintió mucho el accidente de Reeves en 1995, y lo alabó por ayudar a otros con lesiones en la médula espinal.

### Otros roles
O'Halloran también ha tenido papeles de reparto en King Kong (1976), Marchar o morir (1977), The Baltimore Bullet (1980), Dragnet (1987), Hero and the Terror (1988), Mob Boss (1990), Los Picapiedra (1994) y Dagon Troll World Chronicles (2019).